# Phanaeus halffterorum
Phanaeus halffterorum là một loài bọ cánh cứng trong họ Bọ hung (Scarabaeidae).